# Kvelertak
Kvelertak je norveški glazbeni sastav, poznat po jedinstvenom stilu u kojem kombiniraju black metal s hardcore punkom i rock and rollom.

## O sastavu
Osnovan je 2006. godine u Stavangeru, te su nakon dema Westcoast Holocaust, 2010. godine objavili prvi studijski album Kvelertak pod izdavačkom kućom Indie Recordings. Sve pjesme su napisane na norveškom jeziku, te govore o norveškoj i vikinškoj mitoloziji. Trenutačni članovi sastava su pjevač Erlend Hjelvik, basist Marvin Nygaard, bubnjar Kjetil Gjermundrød te čak tri gitarista: Vidar Landa, Bjarte Lund Rolland i Maciek Ofstad. 
U ožujku 2011. osvojili su prestižnu norvešku glazbenu nagradu Spellemann za najboljeg novog izvođača i najbolji rock sastav. Iste godine su također bili nominirani za nagradu Golden God za najbolji novi sastav. U ožujku 2013. objavljuju svoj drugi album Meir s kojeg su snimili spot za pjesmu "Bruane Brenn".

## Članovi sastava
Trenutačna postava
- Marvin Nygaard - bas-gitara (2006.-)
- Vidar Landa - gitara (2006.-)
- Bjarte Lund Rolland - gitara (2006.-)
- Erlend Hjelvik - vokal (2006.-)
- Kjetil Gjermundrød - bubnjevi (2008.-)
- Maciek Ofstad - gitara, vokal (2009.-)

Bivši članovi
- Anders Mosness - gitara (2006. – 2009.)

## Diskografija
Studijski albumi
- Kvelertak (2010.)
- Meir (2012.)
- Nattesferd (2016.)

Demo albumi
- 2007. - Westcoast Holocaust

## Vanjske poveznice
- Službena stranica  Arhivirana inačica izvorne stranice od 24. lipnja 2010. (Wayback Machine)